# فرانك درميك
فرانك درميك (بالإنجليزية: Frank Drmic) مواليد 7 فبراير 1978، هو لاعب كرة سلة أسترالي بدأ مسيرته الاحترافية في سنة 1996 يلعب في الدوري الأسترالي لكرة السلة. يبلغ طوله 6 قدم 8 بوصة (2.0 م).

## فرق لعب لها
- تي بي بي ترير
- إي دبليو إي باسكتس أولدنبورغ

## روابط خارجية
- فرانك درميك على موقع الاتحاد الدولي لكرة السلة (الإنجليزية)
- فرانك درميك على موقع كرة السلة الأوروبية.كوم (الإنجليزية)
- فرانك درميك على موقع ريلجم (الإنجليزية)
- فرانك درميك على موقع بروبوليرز (الإنجليزية)
- فرانك درميك على موقع سبورتس رفرنس (الإنجليزية)